# Pseudostegana grandipalpis
Pseudostegana grandipalpis är en tvåvingeart som först beskrevs av Hajimu Takada och Momma 1975.  Pseudostegana grandipalpis ingår i släktet Pseudostegana och familjen daggflugor. Inga underarter finns listade i Catalogue of Life.